# Melbourne (Derbyshire)
Melbourne è un paese di 5 000 abitanti della contea del Derbyshire, in Inghilterra.